# Nossa Senhora da Conceição e São Bartolomeu
Nossa Senhora da Conceição e São Bartolomeu ist eine Gemeinde (Freguesia) im Kreis (Concelho) von Vila Viçosa im Alentejo, im Süden Portugals.
Sie stellt die eigentliche Innenstadtgemeinde der Kleinstadt (Vila) Vila Viçosa dar.
In der Gemeinde leben 5.023 Einwohner auf einer Fläche von 33,19 km² (Stand nach Zahlen von 2011).
Die Gemeinde entstand im Zuge der Gebietsreform in Portugal am 29. September 2013 durch Zusammenlegung der Gemeinden Conceição und São Bartolomeu.